# Зирц
Зирц (венг. Zirc) — город в медье Веспрем в Венгрии. Город находится в горах Баконь на высоте около 400 м. Население — 7 445 чел. (2001).

## История
Первое упоминание относится к 1182 г. (время правления короля Белы III), когда здесь было основано цистерцианское аббатство.

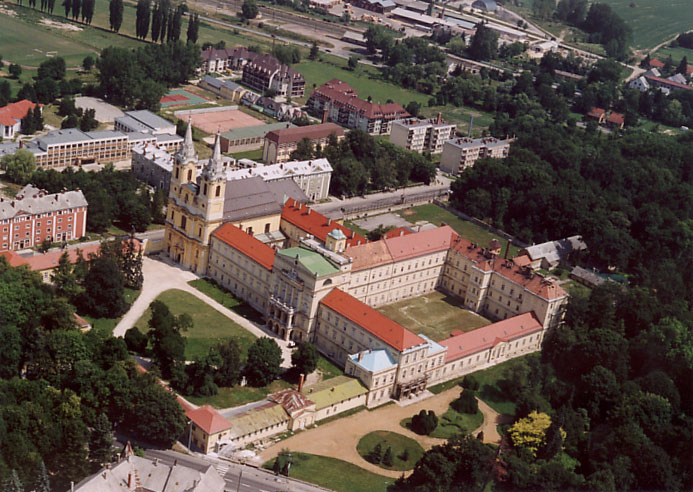
Зирц. Церковь аббатства

## Достопримечательности
- Аббатство Зирц. Барочная церковь аббатства (1745 год).
- Баконьский Музей естественных наук. Экспозиция растительного и животного мира края.
- Музей-библиотека Антала Регули.
- Дендрарий.

## Население
| 2013 | 2014  | 2018  | 2021  | 2022  | 2023  | 2024  |
| ---- | ----- | ----- | ----- | ----- | ----- | ----- |
| 7106 | ↘7083 | ↘6805 | ↘6691 | ↘6510 | ↗6522 | ↘6417 |

## Города-побратимы
- Бараолт, Румыния
- Польхайм, Германия
- Суботица, Сербия